# Monroe Center, Illinois
Monroe Center là một làng thuộc quận Ogle, tiểu bang Illinois, Hoa Kỳ. Năm 2010, dân số của làng này là 471 người.

## Dân số
Dân số qua các năm:
- Năm 2000: người.
- Năm 2010: 471 người.